# Bảo tàng Gahoe
Bảo tàng Gahoe là một bảo tàng tư nhân Hàn Quốc, nằm ở Gahoe-dong, Jongno-gu, Seoul. Nó được thành lập vào 2002, hơn 1,500 di tích bao gồm 750 bùa, 250 tranh dân gian, xấp xỉ 150 cuốn sách cổ, và 250 đồ cổ khác.

## Liên kết
- Trang chủ chính thức Lưu trữ ngày 26 tháng 10 năm 2008 tại Wayback Machine